# Wałerij Petrow
Wałerij Pawłowycz Petrow, ukr. Валерій Павлович Петров, ros. Валерий Павлович Петров, Walerij Pawłowicz Pietrow (ur. 2 marca 1955 w Sewastopolu, zm. 8 marca 2022) – ukraiński piłkarz, grający na pozycji napastnika, trener piłkarski.

## Kariera piłkarska

### Kariera klubowa
Wychowanek klubu Awanhard Sewastopol, w którym rozpoczął karierę piłkarską. W 1976 klub zmienił nazwę na Atłantyka Sewastopol, a w 1980 przeszedł do Tawrii Symferopol. W 1984 zakończył karierę piłkarską.

## Kariera trenerska
Po zakończeniu kariery zawodowej trenował Okean Kercz i Krystał Chersoń. W różne lata pracował z sewastopolskim klubem, który nazywał się Czajka Sewastopol, Czornomorec Sewastopol oraz PFK Sewastopol. W sezonie 2005/06 prowadził Tytan Armiańsk, a w następnym sezonie został zaproszony do sztabu szkoleniowego Tawrii Symferopol. Najpierw (od lipca 2006) pracował na stanowisku głównego trenera drużyny młodzieżowej, a od grudnia 2008 jako dyrektor sportowy klubu. Po dymisji trenera Serhija Puczkowa od 22 września 2010 również pełnił obowiązki głównego trenera. 8 maja 2011 został zwolniony z obowiązków trenerskich.

## Sukcesy i odznaczenia

### Sukcesy klubowe
- mistrz Pierwoj Ligi ZSRR: 1980

### Odznaczenia
- tytuł Mistrza Sportu ZSRR